# Waterlijncoëfficiënt
De waterlijncoëfficiënt of lastlijncoëfficiënt (CW of α) van een schip geeft de verhouding weer tussen de oppervlakte van de lastlijn (de constructiewaterlijn) (AW) en de rechthoek gevormd door de lengte tussen de loodlijnen (Lll) en de breedte (B). Een grote waterlijncoëfficiënt in combinatie met een kleine blokcoëfficiënt heeft een positieve invloed op de stabiliteit. De volledige vorm van een schip ligt vast in het lijnenplan.
{\displaystyle C_{w}={\frac {A_{w}}{L_{ll}\times B}}}